# Oran Milo Roberts
Pour les articles homonymes, voir Roberts.
Oran Milo Roberts est un homme politique américain né le 9 juillet 1815 en Caroline du Sud et mort le 19 mai 1898 à Austin. 
Il est le 17e gouverneur du Texas entre 1879 et 1883.
Le comté de Roberts au Texas est nommé d'après lui.